# Syjon
Syjon (hebr. ‏צִיּוֹן‎ „wysoki”, gr. Σιών) – wzgórze w Jerozolimie, położone na południe od Starego Miasta, za Bramą Syjońską.

## Historia
Pierwotnie terminem „Syjonu” określano południowo-wschodnie wzgórze w Jerozolimie (tzn. sam Ofel), na którym według przekazu biblijnego znajdowała się twierdza Jebuzytów, zdobyta przez Dawida, miejsce umieszczenia Arki Przymierza. Za czasów Salomona w obręb miasta włączono wzgórze północno-wschodnie, na którym wzniesiono pałac królewski i Świątynię. Od tego czasu miano Syjonu otrzymało całe wzgórze, a później zaczęto tak nazywać całą Jerozolimę.
Od około IV w. Syjonem nazywane jest wzgórze znajdujące się poza murami Starego Miasta, na zachód od Ofelu. Czasem dodaje się do nazwy wzgórza przymiotnik chrześcijański, dla odróżnienia go od swego starotestamentowego poprzednika.
Na szczyt wzgórza biegnie kręta droga nazwana „Drogą Papieską” (Derekh Ha'apifyor) na cześć historycznej wizyty w Jerozolimie papieża Pawła VI w 1964 r. Pomiędzy 1948 a 1967 niewielka część wzgórza stanowiła fragment strefy zdemilitaryzowanej, tzw. strefy niczyjej (ang. No-Man’s-Land), oddzielającej wrogie sobie wówczas Izrael oraz Jordanię. Na płaski szczyt wzgórza można dostać się od strony Starego Miasta, wychodząc przez Bramę Dawida.

## Budowle

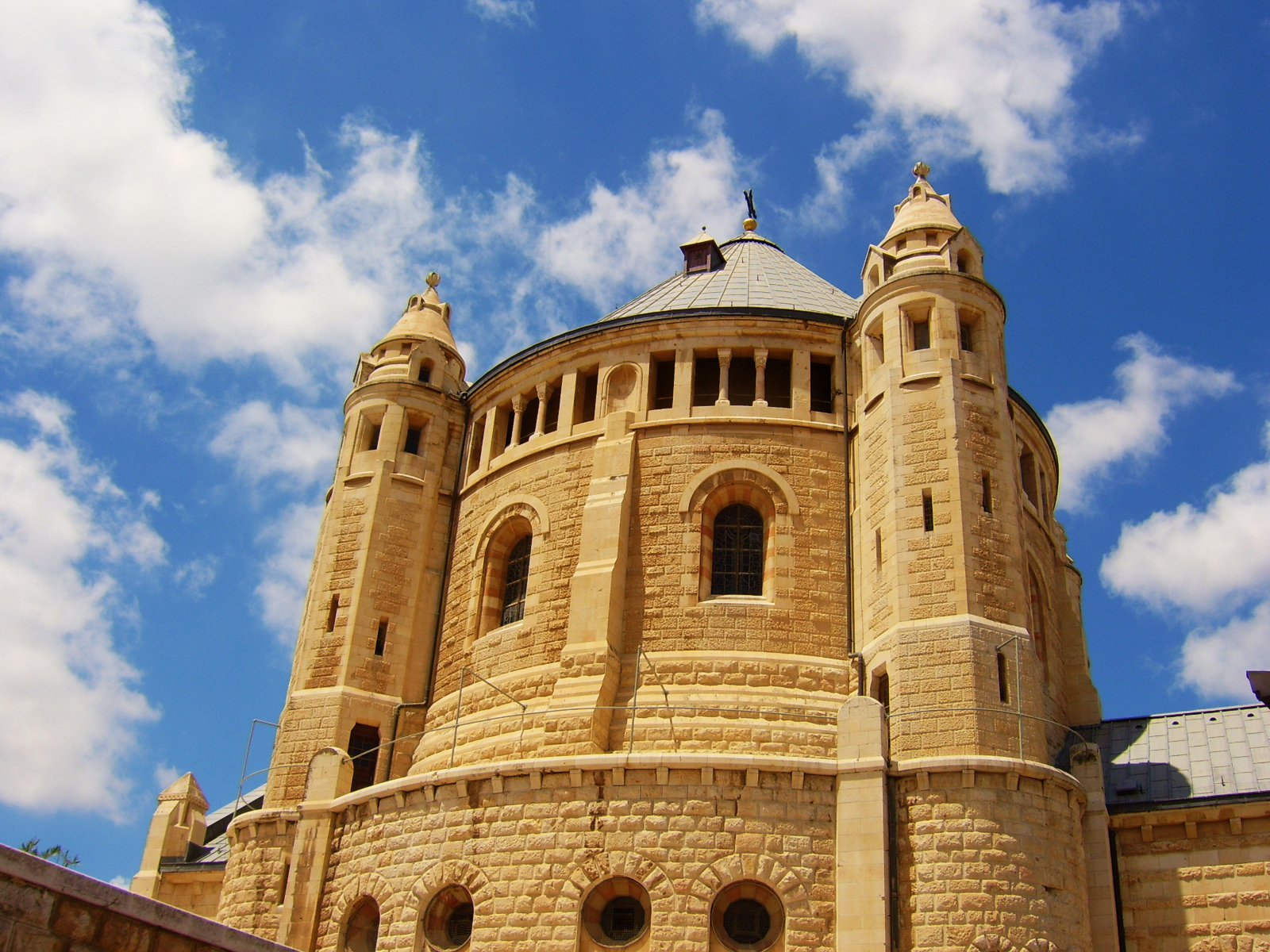
Bazylika Zaśnięcia Najświętszej Marii Panny na Syjonie

Na terenie wzgórza mieści się Wieczernik, gdzie miała mieć miejsce ostatnia wieczerza Jezusa z apostołami. W czasach krucjat krzyżowcy wznieśli na Syjonie symboliczny Grób Dawida, który w latach 1948-67 (gdy Ściana Płaczu znajdowała się pod kontrolą wrogiej Izraelowi Jordanii) był głównym celem żydowskich pielgrzymek. Najbardziej okazałą budowlą na górze są wybudowane w 1906 roku przez niemieckich benedyktynów bazylika i klasztor Zaśnięcia Marii Panny. Na zboczu wzgórza znajduje się także kościół św. Piotra in Gallicantu, w miejscu, gdzie według tradycji Piotr zaparł się Jezusa trzy razy. Na katolickim cmentarzu przy Ma’ale HaShalom Street mogiły polskie i pamiątkowy obelisk odsłonięty w 2006 roku, a także grób Oskara Schindlera.

## Współczesne użycie pojęcia Syjonu
Obecnie termin Syjon jest też używany w odniesieniu do „Ziemi Obiecanej”, w której Bóg będzie mieszkał wraz ze swoim ludem.

### Mormonizm
Mormoni, poza biblijnym znaczeniem tego słowa w odniesieniu do Jerozolimy, widzą Syjon szerzej, jako każde miasto, w którym ludzie są zjednoczeni i „czyści w sercu”. W szczególności odnosi się to do miast, w których historycznie mormoni się gromadzili.

### Rastafari
Motyw Syjonu pojawia się również wśród wyznawców Rastafari. Dla rastafarian symbolem Syjonu jest Afryka, a w szczególności Etiopia. Większość rastafarian wierzy, że reprezentują Dzieci Izraela w czasach nowożytnych, i ich celem jest repatriacja do Afryki lub Syjonu. W muzyce reggae znajdujemy sporo odniesień do Syjonu (np. w piosenkach Boba Marleya). W swym wierzeniu rastafarianie opierają się na treści Psalmu 87 w najczęściej używanej i akceptowanej przez nich wersji Biblii – Biblia króla Jakuba.

His foundation is in the holy mountains.

The LORD loveth the gates of Zion 

more than all the dwellings of Jacob.

Glorious things are spoken of thee, O city of God. Selah.

I will make mention of Rahab and Babylon 

to them that know me: 

behold Philistia, and Tyre, with Ethiopia; 

this man was born there.

Gród Jego wznosi się na świętych górach,

Umiłował Pan bramy Syjonu,

Bardziej niż wszystkie namioty Jakuba.

Wspaniałe rzeczy głoszą o tobie, miasto Boże. Sela

Wymienię Rahab i Babilon

Wśród tych, którzy mnie znają:

oto Filistea, Tyr z Etiopią:

Ten człowiek tam się narodził.
(cytat według Pisma Świętego w wersji Króla Jakuba, z 1611 roku.)

### Syjon w tradycji żydowskiej
Syjon albo Córka Syjonu to biblijne określenia Izraela jako ludu wybranego. W żydowskiej tradycji Syjon jest symbolem Ziemi Obiecanej i tęsknoty, żywionej do niej przez lud Izraela.

## Syjon w kulturze masowej
- W powieści Williama Gibsona pt. Neuromancer, Syjon (ang. Zion) jest rastafariańską stacją kosmiczną zbudowaną przez jamajskich robotników jako sanktuarium obok dużo większej komercyjnej stacji nazywanej przez nich Babilonem.
- W filmie Matrix Syjon (ang. Zion) jest ostatnim miastem ludzkim, ulokowanym głęboko pod powierzchnią Ziemi.